# Det öppna såret
Det öppna såret: om massmord och medlöperi är en bok från 1997 av Per Ahlmark, utgiven på Timbro förlag. I boken citerar författaren bland annat forskning av den amerikanske statsvetaren R.J. Rummel för att peka på demokratins betydelse för att undvika krig och folkmord.